# Stevia carapariensis
Stevia carapariensis là một loài thực vật có hoa trong họ Cúc. Loài này được Cabrera & Vittet miêu tả khoa học đầu tiên năm 1954.